# Kontemplation

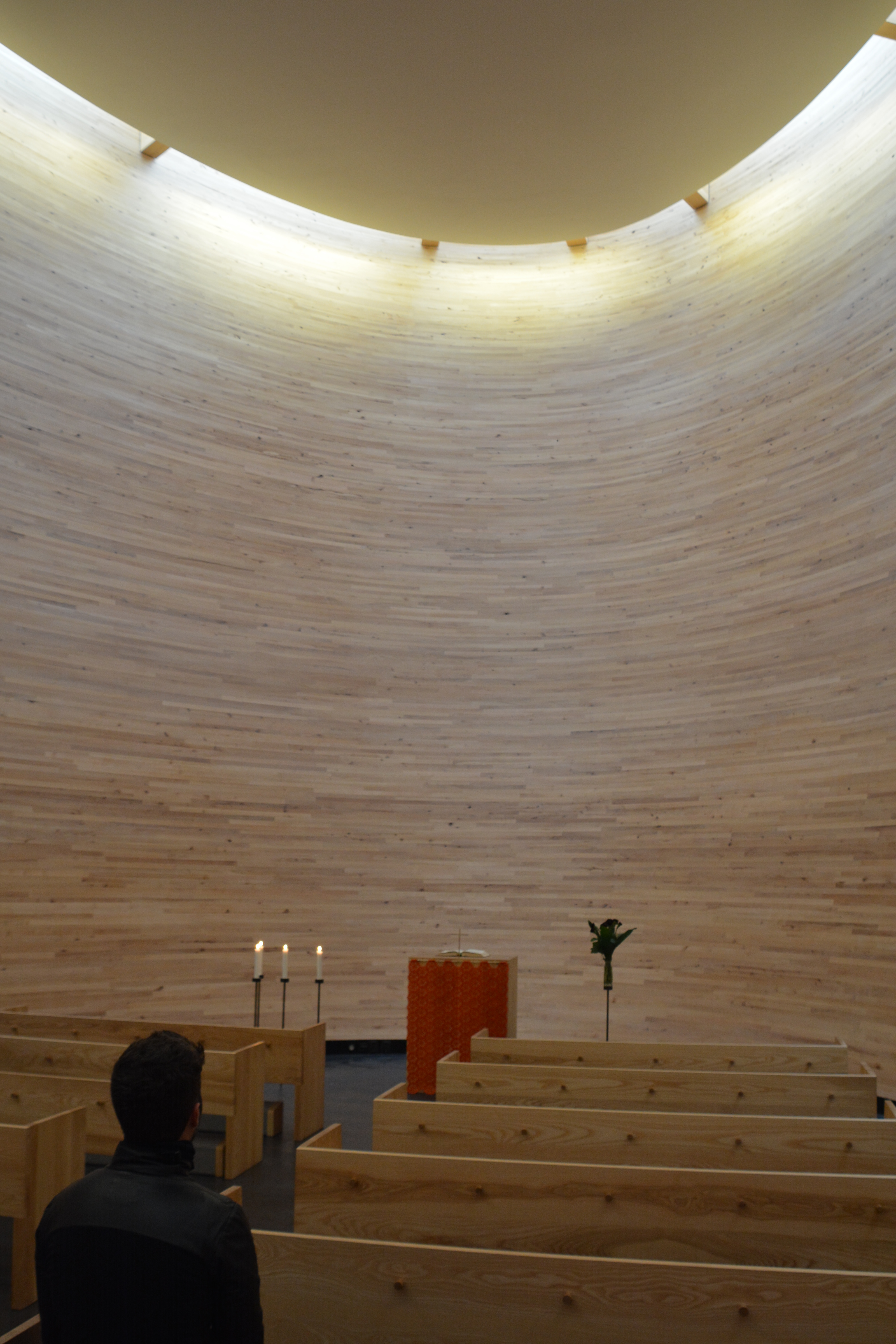
Kampens kapell på torget Narinken i Helsingfors centrum är ett invånarhus, som är avsett för kontemplation och vila

Kontemplation (av latinets contemplatio, 'betraktande; övervägande') innebär att låta sinnet helt upptas av djupa tankar under längre tidsrymd.

## Historia
Det är en grundläggande term inom filosofin och teologin, där den har lång historia. I äldre grekisk och romersk tradition hade det betydelsen skådande, närmast motsvarade teofani och hierofani. 
Kontemplation (theoria) var ett betydelsefullt begrepp i Platons och Plotinos filosofier samt ett medel för att nå henosis. I kristen tradition har det fått en något snävare betydelse, vanligen en inre, utdragen och ordlös bön, varvid man tömmer medvetandet för att betrakta det gudomliga under stillhet. 
Kontemplation skiljs ofta från den mer aktiva meditationen (denna distinktion gäller i synnerhet i västlig kristen tradition), där det ofta förknippas med mystiker, exempelvis Teresa av Avila och Johannes av Korset samt skrifter av Margery Kempe, Augustine Baker och Thomas Merton. I östlig kristendom är kontemplation (theoria) bokstavligen ett medel för att se Gud, få en vision av Gud eller uppleva enighet med Gud, vilket praktiseras inom traditionen Hesychasm.

## Adjektivetkontemplativ
- I betydelsen "har del i kontemplation"
- Beträffande romerska-katolska religiösa ordnar innebär begreppet sådana ordnar som inte är apostoliska, det vill säga inte ägnar sig åt utåtriktad verksamhet, utan i stället främst vigt sig åt bön, antingen sådan bön är framför allt liturgisk (benediktinerna) eller mera renodlat kontemplativ (karmeliterna). I östkyrkorna, såväl de med Rom unierade östkyrkorna som de ortodoxa kyrkorna, finns endast kontemplativa ordnar, ofta sådana som följer Basiliusregeln.